# Renault RS01
Renault RS01 — первый болид Формулы-1 французской команды Equipe Renault Elf, построенный для участия в чемпионате 1977 года. Использовался также в сезонах 1978 и 1979 годов.

## История
На Гран-при Великобритании в Сильверстоуне присутствовали два французских дебютанта — в борьбу на высшем уровне вступили Renault и Michelin. Renault не участвовали в Гран-при с 1908 года, а Michelin — и вовсе ни разу, хотя уже в течение нескольких лет эта шинная компания производила гоночную резину. Французские шины были необычными тем, что имели радиальный корд вместо универсальной диагональной конструкции.
В семидесятых годах Renault начали широкомасштабную спортивную программу, охватывающую раллийные гонки, 24-часовую гонку в Ле-Мане, Формулу-2 и теперь Формулу-1. Двигатель Формулы-1 был того же типа, что использовался в гонках спортивных автомобилей, V6 90° с блоком цилиндров, построенным из особо тонкостенной чугунной отливки. Агрегат Renault EF1, разработанный в Вири-Шатийоне близ Парижа под руководством Франсуа Костаи, характеризовался небольшим углом между впускными и выпускными клапанами, из-за чего они могли работать только при помощи очень длинных клапанных штоков. Двигатель впервые появился в 1973 г. на двухместном Alpine A440, выступавшем в 2-литровом классе спортивных автомобилей, затем Жан-Пьер Жабуй за рулем Elf-Renault, оснащенного этим же двигателем, выиграл европейский Чемпионат Формулы Два 1975 г. В 1977 г. Рене Арну повторил его успех за рулем Martini-Renault. Для гонки в Ле-Мане Renault-Gordini построили турбоверсию 2-литрового двигателя, которая в 1978 г. принесла Renault долгожданную победу в 24-часовой классической гонке.
Для использования в была выбрана 1,5-литровая версия агрегата V6, приведенная в соответствие с правилами, допускавшими использование двигателей с компрессором (или с турбонагнетателем), но с рабочим объёмом, вдвое меньшим, чем у атмосферных, равным 1492 см³. Renault RS01, дебютировавший в Сильверстоуне с Жан-Пьер Жабуем за рулём, являлся первым автомобилем в истории Гран-при, оснащенным двигателем с турбонагнетателем, использовавшим энергию выхлопных газов. Renault утверждали, что их двигатель V6 с четырьмя клапанами на цилиндр развивал 500 л. с. при 11 000 об/мин, а замеры на прямых участках трасс показывали, что он был одним из самых быстрых автомобилей Формулы-1. Но Renault EF1 страдал от запаздывания (или «задержки турбо») во время ускорения, что затрудняло управление автомобилем на извилистых участках трасс или в плотной связке с другими автомобилями. Кроме того, он сильно страдал от многих «детских болезней», и пройдет больше года, прежде чем Жабуй сможет без поломок преодолеть полную дистанцию Гран-при. Сначала были проблемы с турбокомпрессором, затем с поршнями и поршневыми кольцами. Поначалу к турбодвигателю относились несерьезно, но к середине 1980-х все остальные команды, одна за другой, перешли к использованию этого типа двигателя.

## Результаты в гонках
| Год  | Шасси        | Двигатель             | Шины | Пилоты | 1    | 2    | 3    | 4    | 5   | 6    | 7   | 8    | 9    | 10   | 11   | 12   | 13   | 14   | 15   | 16   | 17  | Место | Очки |
| ---- | ------------ | --------------------- | ---- | ------ | ---- | ---- | ---- | ---- | --- | ---- | --- | ---- | ---- | ---- | ---- | ---- | ---- | ---- | ---- | ---- | --- | ----- | ---- |
| 1977 | Renault RS01 | Renault EF1 1,5 л, V6 | M    |        | АРГ  | БРА  | ЮАР  | СШЗ  | ИСП | МОН  | БЕЛ | ШВЕ  | ФРА  | ВЕЛ  | ГЕР  | АВТ  | НИД  | ИТА  | США  | КАН  | ЯПО | НКЛ   | 0    |
| 1977 | Renault RS01 | Renault EF1 1,5 л, V6 | M    | Жабуй  |      |      |      |      |     |      |     |      |      |      | Сход |      |      | Сход | Сход | Сход | НКВ | НКЛ   | 0    |
| 1978 | Renault RS01 | Renault EF1 1,5 л, V6 | M    |        | АРГ  | БРА  | ЮАР  | СШЗ  | МОН | БЕЛ  | ИСП | ШВЕ  | ФРА  | ВЕЛ  | ГЕР  | АВТ  | НИД  | ИТА  | США  | КАН  |     | 12    | 3    |
| 1978 | Renault RS01 | Renault EF1 1,5 л, V6 | M    | Жабуй  |      |      | Сход | Сход | 10  | НКЛ  | 13  | Сход | Сход | Сход | Сход | Сход | Сход | Сход | 4    | 12   |     | 12    | 3    |
| 1979 | Renault RS01 | Renault EF1 1,5 л, V6 | M    |        | АРГ  | БРА  | ЮАР  | СШЗ  | ИСП | БЕЛ  | МОН | ФРА  | ВЕЛ  | ГЕР  | АВТ  | НИД  | ИТА  | КАН  | США  |      |     | 6     | 26   |
| 1979 | Renault RS01 | Renault EF1 1,5 л, V6 | M    | Жабуй  | Сход | 10   | Сход | НС   |     |      |     |      |      |      |      |      |      |      |      |      |     | 6     | 26   |
| 1979 | Renault RS01 | Renault EF1 1,5 л, V6 | M    | Арну   | Сход | Сход | Сход | НС   | 9   | Сход |     |      |      |      |      |      |      |      |      |      |     | 6     | 26   |

| Легенда к таблице |                                                                    |
| --- | ------------------------------------------------------------------ |
| В таблице перечислены результаты всех Гран-при Формулы-1, в которых использовался автомобиль. Строками таблицы являются сезоны, столбцами — этапы чемпионата мира. В каждой клетке указаны сокращённое название этапа и результат, дополнительно обозначенный цветом. Расшифровка обозначений и цветов представлена в нижеследующей таблице. |                                                                    |
| \| Пример \| Описание \| \| ------------ \| ------------------------------------------------------------------ \| \| 1 \| Победитель \| \| 2 \| Второе место \| \| 3 \| Третье место \| \| 5 \| Финишировал, заработав очки \| \| Сход \| Не финишировал, но при этом заработал очки \| \| 12 \| Финишировал, не получив очков \| \| НКЛ \| Финишировал, но не попал в финальную классификацию \| \| 15 \| Участвовал вне зачёта, либо по отдельной классификации \| \| 18 \| Не финишировал, но попал в финальную классификацию \| \| Сход \| Не финишировал \| \| НКВ \| Не прошёл квалификацию \| \| НПКВ \| Не прошёл предквалификацию \| \| ДСК \| Дисквалифицирован \| \| ИСК \| Исключён из протокола соревнований \| \| ТТ \| Заявлен для участия только в тренировках \| \| НС \| Участвовал в квалификации, но не стартовал в гонке \| \| Т \| Травмирован или болен \| \| ОТК \| Отказ от участия \| \| НТР \| Прибыл на соревнования, но на трассу не выезжал \| \| НПР \| Был заявлен в числе участников, но не прибыл к началу соревнований \| \| О \| Соревнования отменены \| \| \| Не участвовал \| \| Поул-позиция \| \| \| Быстрый круг \| \| |                                                                    |
| Пример | Описание                                                           |
| 1 | Победитель                                                         |
| 2 | Второе место                                                       |
| 3 | Третье место                                                       |
| 5 | Финишировал, заработав очки                                        |
| Сход | Не финишировал, но при этом заработал очки                         |
| 12 | Финишировал, не получив очков                                      |
| НКЛ | Финишировал, но не попал в финальную классификацию                 |
| 15 | Участвовал вне зачёта, либо по отдельной классификации             |
| 18 | Не финишировал, но попал в финальную классификацию                 |
| Сход | Не финишировал                                                     |
| НКВ | Не прошёл квалификацию                                             |
| НПКВ | Не прошёл предквалификацию                                         |
| ДСК | Дисквалифицирован                                                  |
| ИСК | Исключён из протокола соревнований                                 |
| ТТ | Заявлен для участия только в тренировках                           |
| НС | Участвовал в квалификации, но не стартовал в гонке                 |
| Т | Травмирован или болен                                              |
| ОТК | Отказ от участия                                                   |
| НТР | Прибыл на соревнования, но на трассу не выезжал                    |
| НПР | Был заявлен в числе участников, но не прибыл к началу соревнований |
| О | Соревнования отменены                                              |
| | Не участвовал                                                      |
| Поул-позиция |                                                                    |
| Быстрый круг |                                                                    |